# Tratado de Libre Comercio Canadá-Chile

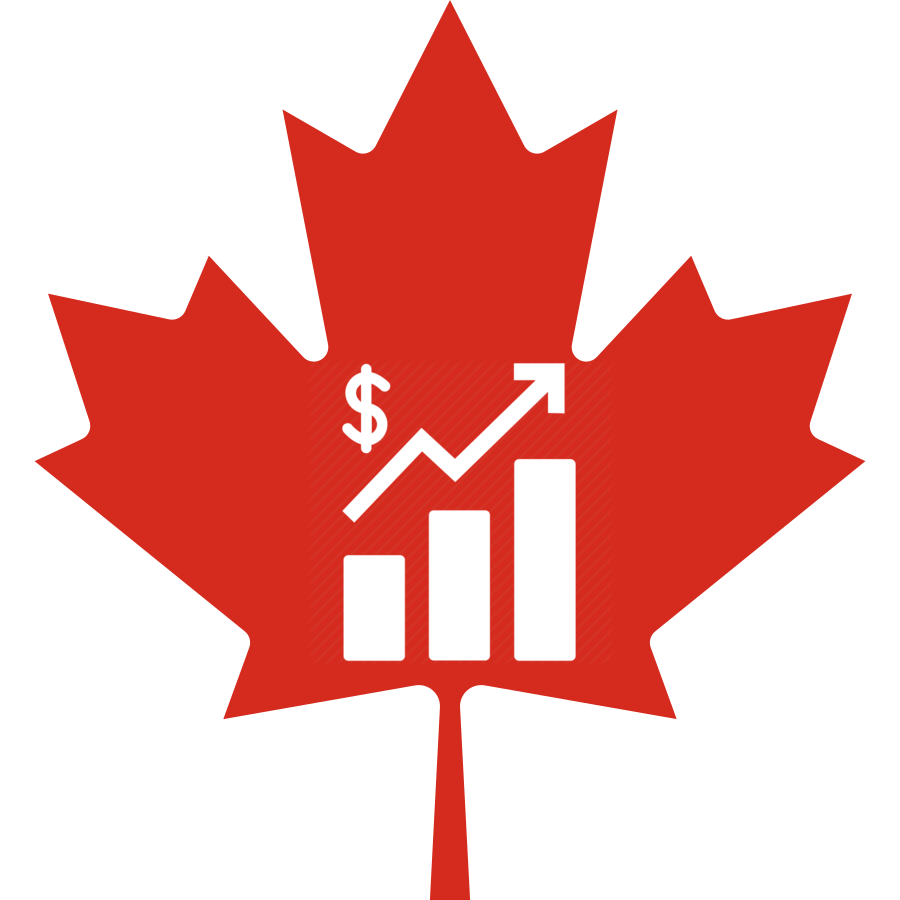
Icono que refleja la economía transparente canadiense

El Tratado de Libre Comercio Canadá-Chile o Canada-Chile Free Trade Agreement (en inglés), abreviadamente TLC Canadá-Chile o CCFTA (en inglés), es un acuerdo comercial entre los países americanos de Canadá y Chile. Fue firmado en Santiago, la capital chilena, el 5 de diciembre de 1996 y entró en vigencia el 5 de julio de 1997. Los aranceles sobre 75% del comercio bilateral fueron inmediatamente eliminados.
Fue el primer Tratado de Libre Comercio de Canadá con una nación latinoamericana y fue el primer Tratado de Libre Comercio completo de Chile. Durante la primera década, comprendida entre 1996 y 2006, el comercio bilateral aumentó un 266%: el comercio de mercancías pasó de $718 millones de dólares en 1996 a $2 340 millones de dólares en 2006. El servicio de comercio entre Canadá y Chile aumentó hasta los $164 millones en 2005. Las inversiones canadienses en Chile alcanzaron un total de $5 170 millones de dólares en 2006.